# Kamil al-Husayni
Kamil al-Husayni (arabiska: كامل الحسيني, alternativt Kamel al-Hussaini), född den 23 februari 1867, död den 31 mars 1921, var stormufti av Jerusalem från 1908, då han efterträdde sin far Mohammed Tahir al-Husayni, och fram till sin död, då han efterträddes av sin bror, Haj Amin al-Husseini.